# Везуль (округ)
Округ Везуль (фр. Arrondissement de Vesoul) — округ у Франції, в департаменті Верхня Сона. 2023 року округ об'єднував 347 муніципалітетів, населення становило 127 192 особи.
Адміністративний центр (супрефектура) — Везуль.

## Муніципалітети
Список муніципалітетів округу та їхні коди INSEE:
1. Абонкур-Жезенкур (70002)
2. Авриньє-Віре (70045)
3. Аманс (70012)
4. Амонкур (70015)
5. Анделарр (70019)
6. Анделарро (70020)
7. Анжире (70022)
8. Ансьє (70018)
9. Апремон (70024)
10. Арбесе (70025)
11. Аржійєр (70027)
12. Арк-ле-Гре (70026)
13. Аро (70028)
14. Арсан (70030)
15. Аттрикур (70032)
16. Аше (70003)
17. Бар-ле-Пем (70048)
18. Барж (70049)
19. Баттран (70054)
20. Бе (70057)
21. Бенан (70065)
22. Бень (70047)
23. Бетокур (70066)
24. Бетонкур-сюр-Манс (70070)
25. Блондфонтен (70074)
26. Боже-Сен-Вальє-П'єрржу-е-Кіттер (70058)
27. Боле (70056)
28. Бомотт-ле-Пен (70060)
29. Бомотт-Обертан (70059)
30. Бонбуаллон (70075)
31. Боннван-Веллорей (70076)
32. Боре (70077)
33. Брезіє (70092)
34. Брере-ле-Фаверне (70095)
35. Бротт-ле-Ре (70099)
36. Бруа-ле-Лу-е-Верфонтен (70100)
37. Бруа-Обіньє-Монсеньї (70101)
38. Брюссе (70102)
39. Бу (70085)
40. Буан-е-Фер (70080)
41. Буан-ле-Монбозон (70082)
42. Буже (70078)
43. Було (70084)
44. Буньон (70079)
45. Бурбевель (70086)
46. Бургіньон-ле-Конфлан (70087)
47. Бургіньон-ле-ла-Шарите (70088)
48. Бургіньон-ле-Море (70089)
49. Бурсьєр (70090)
50. Буссерокур (70091)
51. Бюсе-ле-Жі (70104)
52. Бюсе-ле-Трав (70105)
53. Бюсьєр (70107)
54. Бютьє (70109)
55. Бюффіньєкур (70106)
56. Вадан (70510)
57. Вале (70514)
58. Валлеруа-Лорйо (70517)
59. Валлеруа-ле-Буа (70516)
60. Ванделан (70519)
61. Ванн (70520)
62. Ванту-е-Лонжвель (70521)
63. Вар (70523)
64. Варонь (70522)
65. Вевр-е-Монтуаль (70513)
66. Везуль (70550)
67. Веле (70529)
68. Велем-Ешеванн (70528)
69. Веллексон-Кетре-е-Воде (70539)
70. Веллорей-ле-Шуа (70540)
71. Вель-ле-Шатель (70536)
72. Вельгіндрі-е-Левресе (70535)
73. Вельклер (70531)
74. Вельмо (70538)
75. Вельфо (70532)
76. Вельфре-е-Вельфранж (70533)
77. Вельфрі (70534)
78. Венер (70542)
79. Венізе (70545)
80. Вере (70546)
81. Вернуа-сюр-Манс (70548)
82. Вет (70511)
83. Ві-ле-Рю (70582)
84. Ві-ле-Ферру (70580)
85. Ві-ле-Філен (70583)
86. Віллар-ле-Потель (70554)
87. Вілле-Бутон (70560)
88. Вілле-Воде (70568)
89. Вілле-ле-Сек (70563)
90. Вілле-Патер (70565)
91. Вілле-сюр-Пор (70566)
92. Вілле-Шемен-е-Мон-лез-Етрель (70366)
93. Вілорі (70569)
94. Вільпаруа (70559)
95. Вільфранкон (70557)
96. Вітре-сюр-Манс (70572)
97. Во-ле-Монсело (70527)
98. Воконкур-Нервезен (70525)
99. Волон (70574)
100. Воре-сюр-л'Оньон (70575)
101. Вошу (70524)
102. Врежій (70578)
103. Вужекур (70576)
104. Гранвель-е-ле-Перрено (70275)
105. Грандекур (70274)
106. Граттері (70278)
107. Гре (70279)
108. Гре-ла-Віль (70280)
109. Гуржон (70272)
110. Дампвалле-ле-Коломб (70199)
111. Дамп'єрр-сюр-Лінотт (70197)
112. Дамп'єрр-сюр-Салон (70198)
113. Делен (70201)
114. Деневр (70204)
115. Езе-е-Ришкур (70009)
116. Еквілле (70214)
117. Екюель (70211)
118. Емулен (70218)
119. Ессертенн-е-Сесе (70220)
120. Етрель-е-ла-Монблез (70222)
121. Етю (70224)
122. Ешено-ла-Мелін (70207)
123. Ешено-ле-Сек (70208)
124. Жевіньє-е-Мерсе (70267)
125. Жезьєр-е-Фонтенеле (70268)
126. Жерміньє (70265)
127. Жі (70282)
128. Жонвель (70291)
129. Жуссе (70292)
130. Іє (70288)
131. Іньї (70289)
132. Кальмутьє (70111)
133. Кенош (70431)
134. Кенсе (70433)
135. Клан (70158)
136. Коломб-ле-Везуль (70162)
137. Коломб'є (70163)
138. Коломботт (70164)
139. Комбержон (70166)
140. Комбофонтен (70165)
141. Контрегліз (70170)
142. Конфланде (70167)
143. Конфракур (70169)
144. Коньєр (70159)
145. Кордонне (70174)
146. Корно (70175)
147. Корр (70177)
148. Крезансе (70185)
149. Кромарі (70189)
150. Кульвон (70179)
151. Куркюїр (70181)
152. Куртсу-е-Гате (70183)
153. Кю (70193)
154. Кюбрі-ле-Фаверне (70190)
155. Кюньє (70192)
156. Ла-Барр (70050)
157. Ла-Вернотт (70549)
158. Ла-Вільнев-Бельнуа-е-ла-Мез (70558)
159. Ла-Гранд-Резі (70443)
160. Ла-Демі (70203)
161. Ла-Карт (70430)
162. Ла-Малашер (70326)
163. Ла-Невль-ле-Се (70386)
164. Ла-Резі-Сен-Мартен (70444)
165. Ла-Ромен (70418)
166. Ла-Рош-Море (70373)
167. Ла-Рошель (70450)
168. Ла-Шапель-Сен-Кіллен (70129)
169. Лавіньє (70298)
170. Лавонкур (70299)
171. Ламбре (70293)
172. Ларре (70297)
173. Лар'ян-е-Мюнан (70296)
174. Ле-Баті (70053)
175. Ле-Валь-Сент-Елуа (70518)
176. Ле-Маньоре (70316)
177. Ле-Трамблуа (70505)
178. Леє (70305)
179. Лулан-Вершам (70309)
180. Льєван (70303)
181. Льєкур (70302)
182. Льєффран (70301)
183. Має-е-Шазело (70324)
184. Малан (70327)
185. Мальвілле (70329)
186. Мамбре (70340)
187. Мантош (70331)
188. Маньї-ле-Жуссе (70320)
189. Марне (70334)
190. Мезьєр (70325)
191. Мелен (70337)
192. Мену (70341)
193. Мерсе-сюр-Сон (70342)
194. Мерсюе (70343)
195. Моле (70350)
196. Мон-ле-Вернуа (70367)
197. Мон-Сен-Леже (70369)
198. Монбозон (70357)
199. Монбуаллон (70356)
200. Монжустен-е-Велотт (70364)
201. Монкур (70359)
202. Монсе (70358)
203. Монтаньє (70353)
204. Монтарло-ле-Рйо (70355)
205. Монтіньї-ле-Шерльє (70362)
206. Монтіньї-ле-Везуль (70363)
207. Монто (70368)
208. Монтюре-е-Прантіньї (70371)
209. Монтюре-ле-Боле (70372)
210. Моссан (70335)
211. Моте-Безюш (70374)
212. Навенн (70378)
213. Нантії (70376)
214. Невль-ле-Кромарі (70383)
215. Невль-ле-ла-Шарите (70384)
216. Нере-ан-Во (70380)
217. Нере-ле-ла-Демі (70381)
218. Норуа-ле-Бур (70390)
219. Нуадан-ле-Ферру (70387)
220. Нуадан-ле-Везуль (70388)
221. Нуарон (70389)
222. О-ле-Кромарі (70036)
223. Ованш (70401)
224. Ове-е-ла-Шапелотт (70043)
225. Ожикур (70035)
226. Оксон (70044)
227. Оне (70394)
228. Орменан (70397)
229. Ормуа (70399)
230. Оте (70037)
231. Оторей (70039)
232. Отре-ле-Серр (70040)
233. Отре-ле-Гре (70041)
234. Отуазон (70038)
235. Пем (70408)
236. Пен (70410)
237. Пеннезьєр (70405)
238. Перруз (70407)
239. Персе-ле-Гран (70406)
240. П'єрркур (70409)
241. Поленкур-е-Клерфонтен (70415)
242. Понсе (70417)
243. Пор-сюр-Сон (70421)
244. Преньє (70423)
245. Прованшер (70426)
246. Пуаян (70422)
247. Пюзе (70428)
248. Пюзі-е-Епену (70429)
249. Пюржеро (70427)
250. Раз (70439)
251. Ранзевель (70437)
252. Ре-сюр-Сон (70438)
253. Реколонь (70440)
254. Реколонь-ле-Рйо (70441)
255. Ренкур (70436)
256. Ренокур (70442)
257. Риньї (70446)
258. Рйо (70447)
259. Розе (70452)
260. Розьєр-сюр-Манс (70454)
261. Рош-е-Рокур (70448)
262. Рош-сюр-Лінотт-е-Соран-ле-Кордьє (70449)
263. Рюан (70456)
264. Рю-сюр-Сон (70457)
265. Савуає (70481)
266. Самбуен (70112)
267. Сандрекур (70114)
268. Сапонкур (70476)
269. Се-сюр-Сон-е-Сент-Альбен (70482)
270. Севе-Моте (70491)
271. Семмадон (70486)
272. Сен-Бруен (70461)
273. Сен-Ган (70463)
274. Сен-Лу-Нантуар (70466)
275. Сен-Марсель (70468)
276. Сенан (70113)
277. Сен-Ремі (70472)
278. Сенонкур (70488)
279. Сент-Рен (70471)
280. Сентре (70153)
281. Серр-ле-Норуа (70115)
282. Сі (70483)
283. Сіре (70154)
284. Сіте (70156)
285. Совіньє-ле-Гре (70479)
286. Совіньє-ле-Пем (70480)
287. Соран-ле-Брере (70493)
288. Сорне (70494)
289. Суен-Кюбрі-Шарантене (70492)
290. Тартекур (70496)
291. Теле (70499)
292. Тенсе-е-Понребо (70502)
293. Трав (70504)
294. Трезіє (70507)
295. Третьєфонтен (70503)
296. Тромаре (70509)
297. Тьєнан (70501)
298. Тьєффран (70500)
299. Уазле-е-Грашо (70393)
300. Уаньє (70392)
301. Уар'єр (70402)
302. Уж (70400)
303. Фаверне (70228)
304. Фаї-лез-Отре (70225)
305. Федрі (70230)
306. Феррієр-ле-Ре (70231)
307. Феррієр-ле-Се (70232)
308. Філен (70234)
309. Флажі (70235)
310. Флере-ле-Фаверне (70236)
311. Флере-ле-Лавонкур (70237)
312. Фондреман (70239)
313. Фонтенуа-ле-Монбозон (70243)
314. Фрамон (70252)
315. Фран-ле-Шато (70253)
316. Франкур (70251)
317. Френ-Сен-Маме (70255)
318. Фретіньє-е-Веллорей (70257)
319. Фроте-ле-Везуль (70261)
320. Фуван-Сент-Андош (70247)
321. Фушекур (70244)
322. Шамборне-ле-Бельво (70118)
323. Шамборне-ле-Пен (70119)
324. Шамван (70125)
325. Шамплітт (70122)
326. Шамтонне (70124)
327. Шансе (70126)
328. Шант (70127)
329. Шар'єз (70134)
330. Шарже-ле-Гре (70132)
331. Шарже-ле-Пор (70133)
332. Шарм-Сен-Вальбер (70135)
333. Шармуай (70136)
334. Шарсенн (70130)
335. Шассе-ле-Монбозон (70137)
336. Шассе-ле-Се (70138)
337. Шевіньє (70151)
338. Шемії (70148)
339. Шеневре-е-Моронь (70150)
340. Шо-ла-Лотьєр (70145)
341. Шо-ле-Пор (70146)
342. Шовіре-ле-Шатель (70143)
343. Шовіре-ле-В'єй (70144)
344. Шомерсенн (70142)
345. Шуа (70152)
346. Юж'є (70286)